# Kajtalun
Kajtalun (arab. كيتلون) – miejscowość w Syrii, w muhafazie Hama. W 2004 roku liczyła 1858 mieszkańców.